# Molina, Chile
Molina este un oraș și comună din provincia Curicó, regiunea Maule, Chile, cu o populație de 40.329 locuitori (2012) și o suprafață de 1551,6 km2.